# Itaíba
Itaíba is een gemeente in de Braziliaanse deelstaat Pernambuco. De gemeente telt 27.631 inwoners (schatting 2009).